# قائمة أفلام 2012

## أعلى إيرادات الأفلام
أعلى إيرادات عشرة أفلام صدرت في 2012
| ترتيب | عنوان                                  | استديو                                 | الإيرادات      |
| ----- | -------------------------------------- | -------------------------------------- | -------------- |
| 1.    | المنتقمون (فيلم)                       | استوديوهات مارفل                       | $1,518,594,910 |
| 2.    | سكايفول                                | مترو غولدوين ماير / كولومبيا بيكتشرز   | $1,108,561,013 |
| 3.    | نهوض فارس الظلام                       | وارنر برذرز / ليجنداري بيكتشرز         | $1,084,439,099 |
| 4.    | الهوبيت: رحلة غير متوقعة               | وارنر برذرز / MGM/ نيو لاين سينما      | $1,017,003,568 |
| 5.    | العصر الجليدي: تباعد القارات           | تونتيث سينتشوري فوكس / إستديو بلو سكاي | $877,244,782   |
| 6.    | ملحمة الشفق: الفجر المشرق الجزء الثاني | Lionsgate / سمت إنترتاينمنت            | $829,685,377   |
| 7.    | الرجل العنكبوت المذهل                  | Columbia                               | $757,930,663   |
| 8.    | مدغشقر 3: الأكثر طلبا في أوروبا        | باراماونت بيكتشرز / دريم ووركس أنيميشن | $746,921,274   |
| 9.    | مباريات الجوع (فيلم)                   | Lionsgate                              | $691,247,768   |
| 10.   | رجال ذو بزات سوداء 3                   | Columbia                               | $624,026,776   |

## قائمة الأفلام
- 30 فبراير (فيلم)
- سايلنت هيل: الوحي 3 دي
- آرغو (فيلم)
- آكت أوف فالور (فيلم)
- آنا كارنينا (فيلم)
- أسطورة مريدا (فيلم 2012)
- ألف كلمة (فيلم)
- أنا ومخزني (فيلم)
- إجازات الربيع
- إجمالي الإستدعاءات
- إلى روما مع الحب
- إمبرور
- إنقاذ وجه
- إيفانجيليون: 3.0 أنت (لا) تستطيع الإعادة
- ابراهام لنكولن: صياد مصاص الدماء
- الآنسة مامي
- الألماني (فيلم)
- 21 شارع جامب
- البؤساء (فيلم 2012)
- البار (فيلم)
- البحث عن رجل السكر (فيلم)
- التائب (فيلم)
- الجندي العالمي: يوم الحساب
- الحب (فيلم)
- الديكتاتور (فيلم 2012)
- الذيول الحمراء (فيلم)
- الرجل العنكبوت المذهل
- الرفقة الدائمة
- الرمادي (فيلم)
- السماء الحديدية
- الشتا اللي فات (فيلم)
- الصيد (فيلم)
- الظلال الداكنة (فيلم)
- العالم السفلي: الصحوة (فيلم)
- العصر الجليدي: تباعد القارات
- العقماء (فيلم)
- العهد (فيلم)
- الغراب (فيلم 2012)
- المحطة الأخيرة (فيلم)
- المحظوظ (فيلم)
- المحقق كونان: المهاجم الحادي عشر
- المختلين السبعة
- المرأة ذات الرداء الاسود (فيلم)
- المراقب (فيلم)
- المرة الأولى
- المزور (فيلم 2012)
- المستهلكون 2
- المشروع س (فيلم 2012)
- المصلحة (فيلم)
- المعالجة بالسعادة (فيلم)
- المكان خلف أشجار الصنوبر (فيلم)
- الملعب مثالي
- المنتقمون (فيلم)
- المهرجون الثلاثة (فيلم)
- الهمج (فيلم)
- الهوبيت: رحلة غير متوقعة
- بابا (فيلم)
- بارانورمان
- براءة المسلمين
- برتيتا (فيلم)
- بروميثيوس (فيلم)
- بعد الموقعة (فيلم)
- بن 10: مدمر الكائنات الفضائية
- بنات العم (فيلم)
- بنطلون جوليت (فيلم)
- بياض الثلج والصياد (فيلم)
- بييتا (فيلم)
- تأمين (فيلم)
- توتال ريكول (فيلم 2012)
- تيتة رهيبة (فيلم)
- تيد (فيلم)
- تيكن 2 (فيلم 2012)
- جاك ريتشر (فيلم)
- جانغو الحر
- جدو حبيبي (فيلم)
- جنود السايبورغ
- جوة اللعبة (فيلم)
- جون كارتر (فيلم)
- جيم أوفر (فيلم)
- حب السفر
- حسابات خاصة
- حصل خير (فيلم)
- حظ سعيد (فيلم)
- حفلة منتصف الليل (فيلم)
- حقيقة مظلمة
- حلم عزيز (فيلم)
- حوض سمك (فيلم)
- حياة باي (فيلم)
- حياة تيموثي غرين الغريبة
- خارج في الظلام (فيلم)
- خارجون عن القانون (فيلم 2012)
- خسارة أبنائنا
- دابانغ 2
- ذا إمبوسيبل (فيلم)
- ذا ايمبوستر (فيلم 2012)
- ذا سكوربيان كينغ 3 : باتل فور ردمبشن
- ذا كولكشن (فيلم 2012)
- ذات مرة كان هناك نمر (فيلم)
- راث أوف ذا تايتنز
- رالف المدمر
- رجال ذو بزات سوداء 3
- رجل على حافة
- الرحلة 2: الجزيرة الغامضة
- رحلة طيران (فيلم)
- رد فعل (فيلم)
- ركلام (فيلم)
- روبوت وفرانك (فيلم 2012)
- روروني كنشين
- ريد دان (فيلم)
- ريزدنت إيفل: دامنيشن
- ريزدنت إيفل: رتريبيوشن
- زبانة
- زيرو دارك ثيرتي
- ساعة ونص (فيلم)
- سبوبة (فيلم)
- ستيب أب ريفلوشن
- سحابة الأطلس (فيلم 2012)
- سر الأجنحة (فيلم)
- سفينة حربية (فيلم)
- سكايفول
- سي زد 12
- صانع الحلقة
- صخرة الإعمار (فيلم)
- صدأ وعظم (فيلم)
- ضوء دامس (فيلم)
- طالما أنا حي (فيلم هندي)
- عبده موتة (فيلم)
- على واحدة ونص (فيلم)
- عمار (فيلم)
- عمر وسلمى 3 (فيلم)
- عن تشيري
- عن يهود مصر (فيلم)
- غش الزوجية
- غضب الجبابرة
- فتح 1453
- فرانسيس ها
- فرانكنويني
- فعل القتل
- فكر كرجل (فيلم)
- فندق ترانسلفانيا
- قائمة الأفلام المصرية سنة 2012
- قتلهم بلطف (فيلم 2012)
- قصة ثواني (فيلم)
- قصتنا (فيلم هندي)
- قوست رايدر: شبح الانتقام
- كلام (فيلم)
- كنز الأصدقاء (فيلم)
- كوخ الغابة (فيلم)
- لم الشمل الأمريكي (فيلم)
- لما شفتك (فيلم)
- لوراكس (فيلم)
- لول (فيلم)
- ليفياثان (فيلم 2012)
- لينكون (فيلم 2012)
- ما نموتش (فيلم)
- ماذا تتوقع وأنت في انتظار طفل (فيلم 2012)
- ماما (فيلم)
- مباريات الجوع (فيلم)
- متخفية للغاية (فيلم)
- مخبأ
- مخيف أو يموت (فيلم)
- مدغشقر 3: الأكثر طلبا في أوروبا
- مرآة مرآة (فيلم)
- مزايا أن تكون خجولا (فيلم)
- مستر أند مسز عويس (فيلم)
- مسروق (فيلم)
- مصور قتيل (فيلم)
- المعجزة الكبرى (فيلم)
- مغامرات تاديو جونز (فيلم)
- مغامرات سامي 2 (فيلم)
- ملحمة الشفق: الفجر المشرق الجزء الثاني
- ملحمة الشفق: بزوغ الفجر (فيلم)
- ملك الرمال (فيلم)
- ممرضة ثري دي
- مملكة بزوغ القمر
- من أجل المال (فيلم)
- مهمة في فيلم قديم
- موت السوشي (فيلم)
- موقعة الجمل (فيلم)
- ناروتو شيبودن: الطريق إلى النينجا (فيلم)
- نشاط خارق 4 (فيلم)
- نهاية المراقبة
- نهوض الحراس (فيلم)
- نهوض فارس الظلام
- هتشكوك (فيلم)
- هذا معناه حرب
- هذا هو ابني
- هذا هو سن الأربعين (فيلم)
- هنا يأتي الازدهار
- وبعد الطوفان (فيلم)
- وجدة (فيلم)
- وحوش البرية الجنوبية (فيلم)
- وصية بورن (فيلم)
- وقائع (فيلم)
- يا خيل الله (فيلم)
- يومان في نيويورك (فيلم)